# Středomoravské Karpaty

Vnější Západní Karpaty, Středomoravské Karpaty vyznačeny červeným polem

Středomoravské Karpaty jsou nízké pohoří nacházející se na střední až jižní Moravě. Mají pahorkatinný až vrchovinný ráz. Jejich rozloha je 1877 km², střední výška 282 m n. m. a střední sklon 4°33'. Nejvyšším vrcholem je Brdo 586,7 m n. m. v Chřibech. Leží na pomezí Jihomoravského a Zlínského kraje. Na západě s nimi sousedí Dyjskosvratecký úval, na jihu a jihovýchodě Dolnomoravský úval, na východě Vizovická vrchovina, na severu Hornomoravský úval a na severozápadě Vyškovská brána.

## Geomorfologie
Geomorfologická oblast Středomoravské Karpaty je součástí geomorfologické subprovincie Vnější Západní Karpaty, která je částí geomorfologické provincie Západních Karpat.
Dělí se na čtyři geomorfologické celky:
- Chřiby
- Kyjovskou pahorkatinu
- Litenčickou pahorkatinu
- Ždánický les

## Geologie
Podloží oblasti tvoří především paleogenní horniny ždánické jednotky vnější skupiny příkrovů a račanské jednotky magurské skupiny příkrovů.
Jako nadloží se uplatňují neogenní flyše a větrné sedimenty.

## Těžba nerostných surovin

### Těžba lignitu
V minulosti, v letech 1824 až do 90. let 20. století, se v Kyjovské pahorkatině, kde se nachází kyjovská sloj jihomoravské lignitové pánve, těžil lignit. Sloj je 15 km dlouhá a 4 km široká, její mocnost je 3–6 m. V některých částech byl lignit vytěžen malodoly již na konci 19. stol.
Důl Julius u Šardic byl otevřen roku 1911, začátkem 40. let 20. století byla roční produkce 55 000 tun lignitu, v roce 1960 byl přejmenován na důl 9. května. Do června roku 1978, kdy byl uzavřen, se v něm vytěžilo celkem 3 689 200 tun lignitu.,
Důl Dukla u Šardic byl otevřen roku 1965, 9. června roku 1970 zde po průtrži mračen došlo k zaplavení dolu, což si vyžádalo 34 obětí. Důl byl uzavřen v 21. prosince roku 1992 při roční průměrnou produkci 550 000 – 600 000 tun lignitu.

### Těžba ropy
Z oblasti středomoravských Karpat pochází lehká, parafinická ropa. V roce 1973 bylo otevřeno ložisko ropy u Ždánic (maximum těžby v roce 1980 5641 tun). Od roku 1978 se těží u Koryčan. Do roku 2006 bylo vytěženo 18 600 tun ropy. V roce 1986 bylo objeveno u Dambořic jedno z největších ložisek v ČR. Jeho denní těžba představuje 55 % produkce v ČR (v roce 2007 vytěženo 135 400 tun). Další ložiska jsou u Uhřic, Kostelan nebo Bučovic.

### Těžba stavebních surovin
V kamenolomu Žlutava se od 2. poloviny 19. století s přestávkami dosud (rok 2016) těží křemitovápenitý pískovec. Od září roku 1997 ho těží firma Kamenolom Žlutava s.r.o.

## Hydrologie
Hlavní toky, které pramení ve Středomoravských Karpatech, jsou Litava, Kyjovka, Trkmanka a Kotojedka. Celé území patří do povodí Moravy, přímo nebo přes její přítoky (Hanou, Svratku, Dyji).

## Klima a vegetační stupně
Středomoravské Karpaty klimatologicky patří k teplé oblasti, pouze nejvyšší části náleží do mírně teplé oblasti.
Oblast leží v 1. - 3. vegetačním stupni

## Zemědělství a lesnictví
V jižní části Středomoravských Karpat se daří vinohradnictví a sadařství teplomilných druhů jako jsou meruňky a broskvoně, lze zde nalézt i oskeruše. Lesy se vyskytují na méně úrodných a hůře obdělávatelných půdách. Větší lesní komplexy pokrývají především vrchy členitějších pahorkatin a vrchovin. Vyskytují se zde lesostepní a stepní společenstva, teplomilná společenstva panonských a karpatských dubohabřin, ve vyšších oblastech také společenstva bučin.

## Ochrana přírody
V budoucnosti se uvažuje o vyhlášení CHKO Středomoravské Karpaty, který by zahrnoval Přírodní park Ždánický les a Chřiby.

### Přírodní parky
Ve Středomoravských Karpatech se nacházejí dva přírodní parky:
- Přírodní park Chřiby
- Přírodní park Ždánický les

### Chráněná území soustavy Natura 2000
V oblasti byla vyhlášena jedna evropsky významná lokalita
- Evropsky významná lokalita Chřiby

### Maloplošná zvláště chráněná území
K ochraně přírody slouží 83 maloplošných zvláště chráněných území. Celkem jsou zde 2 národní přírodní rezervace (NPR), 4 národní přírodní památky (NPP), 23 přírodních rezervací (PR) a 54 přírodních památek (PP).
V Chřibech leží: 6 PR a 17 PP; v Kyjovské pahorkatině: 1 NPP, 4 PR a 12 PP; v Litenčické pahorkatině: 2 NPR, 2 NPP, 5 PR a 12 PP a ve Ždánickém lese: 1 NPP, 8 PR a 13 PP.

#### Chřiby
- PR Holý kopec
- PR Moravanské lúky
- PR Ocásek
- PR Smutný žleb
- PR Stará hráz
- PR Záskalí
- PP Barborka
- PP Bašnov
- PP Bralová
- PP Břestecká skála
- PP Budačina
- PP Hříštěk
- PP Kamenec
- PP Kazatelna
- PP Komínky
- PP Kozel
- PP Máchova dolina
- PP Makovica
- PP Maršava
- PP Nazaret
- PP Obora
- PP Salašské pěnovce
- PP Včelín

#### Kyjovská pahorkatina
- NPP Na Adamcích
- PR Hovoranské louky
- PR Louky pod Kumstátem
- PR Sovince
- PR Špidláky
- PP Bílý kopec u Čejče
- PP Bohuslavické stráně
- PP Hošťálka
- PP Ježovský lom
- PP Koukolky
- PP Letiště Milotice
- PP Losky
- PP Medlovický lom
- PP Nivky za Větřákem
- PP Výchoz
- PP Zápověď u Karlína
- PP Zimarky

#### Litenčická pahorkatina
- NPR Strabišov-Oulehla
- NPR Větrníky
- NPP Křéby
- NPP Malhotky
- PR Hašky
- PR Podsedky
- PR Ve žlebcách
- PR Vitčický les
- PR Zouvalka
- PP Čupy
- PP Drážov
- PP Hřebenatkový útes
- PP Kuče
- PP Mrazový klín
- PP Nad Medlovickým potokem
- PP Návdavky u Němčan
- PP Pahorek
- PP Přehon
- PP Roviny
- PP Roznitál
- PP Stepní stráň u Komořan

#### Ždánický les
- NPP Kukle
- PR Mušenice
- PR Nosperk
- PR Rašovický zlom - Chobot
- PR Šévy
- PR U Vrby
- PR Velký Kuntínov
- PR Visengrunty
- PR Zázmoníky
- PP Baračka
- PP Hochberk
- PR Hrádek
- PP Hrubá louka
- PP Jalový dvůr
- PP Jesličky
- PP Kamenný vrch u Kurdějova
- PP Lipiny
- PP Ochozy
- PP Polámanky
- PP Přední kopaniny
- PP Roviny
- PP Žlíbek